# Cynometra pedicellata
Cynometra pedicellata är en ärtväxtart som beskrevs av De Wild.. Cynometra pedicellata ingår i släktet Cynometra, och familjen ärtväxter. Inga underarter finns listade i Catalogue of Life.